# Servia (Gemeindebezirk)
Servia (griechisch Σέρβια (n. pl.)) ist eine Kleinstadt und Verwaltungssitz sowie Gemeindebezirk der Gemeinde Servia in der griechischen Region Westmakedonien.

## Geographie
Die Kleinstadt Servia liegt südlich des Polyfytos-See, einem großen Stausee des Flusses Aliakmonas. Der Gemeindebezirk Servia umfasst auch Gebiete und Ortschaften nördlich des Polyfytos-Sees. Die Entfernung zum nördlich gelegenen Kozani beträgt zirka 30 km.

## Geschichte

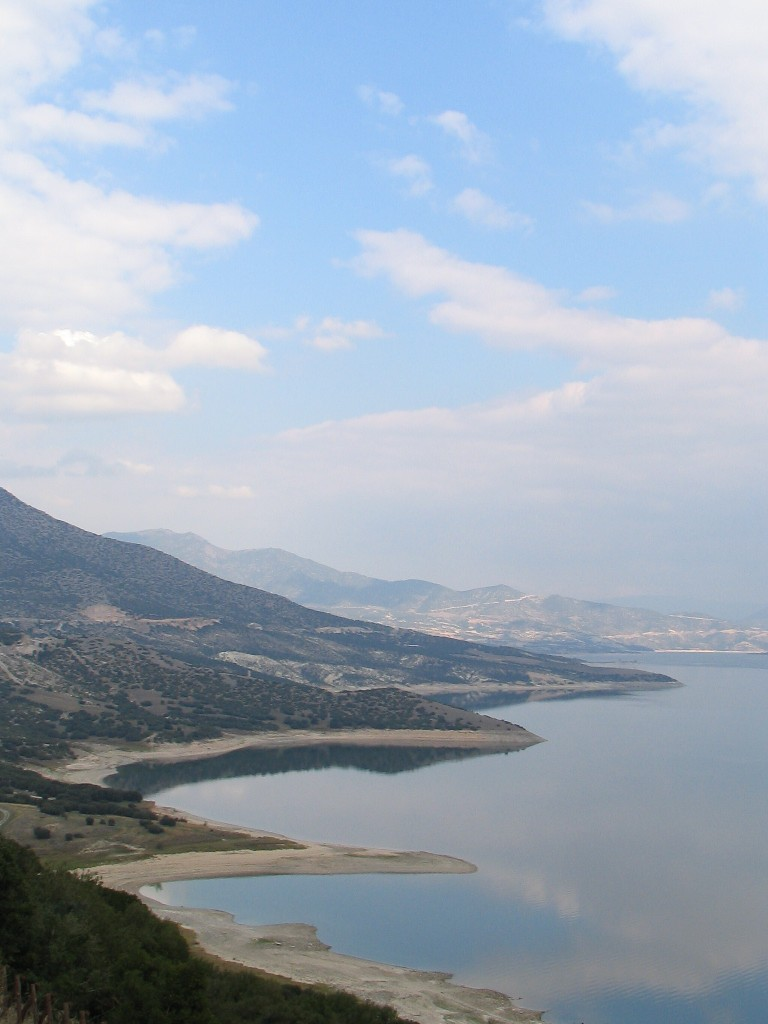
Polyfytos-See (Südufer) mit der Kleinstadt Servia im Hintergrund

Die ältesten Siedlungsspuren auf dem Gemeindegebiet von Servia stammen aus dem späten Neolithikum.
Die Ortschaft Servia am heutigen Ort entstand während des byzantinischen Reiches durch Zusammenlegung mehrerer kleinerer Ortschaften in der Umgebung. Es ist sehr wahrscheinlich, dass das im De Administrando Imperio des Kaisers Konstantin VII. erwähnte Serblia bzw. Servlia (τὰ Σέρβλια) identisch mit dem heutigen Servia ist und die Stadt somit aus der frühesten serbischen Siedlung im südlichen Makedonien aus der Zeit der Regentschaft des Kaisers Herakleios (610–641) heraus entstanden ist.
Die byzantinische Festung südlich der heutigen Kleinstadt wurde in den Jahren 560 bis 630 n. Chr. erbaut. Im 7. Jahrhundert n. Chr. wurde die befestigte Stadt Servia angelegt: sie bestand aus einer Akropolis (Festung), einer Ober- und einer Unterstadt.
Ab 1880 war Servia, damals unter der osmanischen Bezeichnung Serfiçe, mit etwa 8000 Einwohnern Verwaltungszentrum des gleichnamigen Sandschaks. und blieb bis 1912 beim Osmanischen Reich. Nach Ausbruch des ersten Balkankrieges im Oktober 1912 wurde Servia am 22. Oktober 1912 durch aus Elassona und Tyrnavos über den Meluna-Pass vorrückende griechische Truppen erreicht. Die osmanische Armee stellte sich in Servia mit 18.000 Soldaten unter dem Kommando von Hassan Taksim Pascha den griechischen Streitkräften zum Kampf. In der sogenannten Schlacht am Sarandaporos gelang den griechischen Streitkräften nach zwei Tagen, die osmanischen Streitkräfte so unter Druck zu setzen, dass diese ihre Stellungen südlich von Servia aufgaben und sich über das Tal des Aliakmonas nördlich von Servia in die zentralmakedonische Tiefebene zurückzogen; am 30. Oktober 1912 wurde Servia von griechischen Truppen besetzt. 1913 wurde es im Frieden von Bukarest endgültig dem Königreich Griechenland zugeordnet und erhielt 1918 seine Anerkennung als Landgemeinde (kinotita).
Mitte April 1941 wurde Servia von Truppen der deutschen Wehrmacht im Rahmen des Unternehmens Marita im Zweiten Weltkrieg erobert. Nach der Eroberung durch deutsche Truppen fiel Servia unter die Kontrolle der italienischen Besatzungsstreitkräfte. Im März 1943 wurde Servia von den Aufständischen der griechischen Volksbefreiungsarmee ELAS kurzzeitig besetzt; im Rahmen einer Verfolgungs- bzw. Vergeltungsaktion der italienischen Truppen gegen die ELAS-Widerstandskämpfer, welche Servia bei Eintreffen der italienischen Truppen bereits wieder verlassen hatten, wurde Servia niedergebrannt. Im Juni 1943 griffen Aufständische der ELAS einen deutschen Truppenkonvoi auf dem Weg von Elassona nach Servia an. Es kam anschließend zu einer Vergeltungsaktion deutscher Truppen gegen Servia, bei der mehr als 180 Zivilisten von deutschen Soldaten exekutiert wurden. Mehr als 10 Dörfer der Region inklusive Servia wurden niedergebrannt. Servia wurde anschließend zu einer „toten Zone“ erklärt, was zur Vertreibung der Bevölkerung führte.
Servia war auch Schauplatz der Kämpfe innerhalb des griechischen Widerstands gegen die Achsenmächte. Ende 1944 wurde der lokale Anführer der nicht-kommunistisch kontrollierten Rebellen, Michail Papadopoulos – genannt Michalgas – von Kämpfern der kommunistisch kontrollierten ELAS in der Gegend von Servia gefangen genommen. Michalgas war zunächst ein Sympathisant der anfänglich republikanisch orientierten Widerstandsorganisation EDES. Der Aufbau einer EDES-kontrollierten Widerstandsgruppe in Servia scheiterte allerdings am zum Teil bewaffneten Widerstand der ELAS, so dass Michalgas eine lokale Widerstandsgruppe aufbaute, welche militärisch auf der Bewaffnung der ansässigen Bewohner, vornehmlich Flüchtlingen aus Kleinasien, fußte.
Im Winter 1944–1945 besuchte eine Kommission des Internationalen Komitees vom Roten Kreuz Servia. Sie stellte fest, dass nicht weniger als 88 % der Bevölkerung der Region um Servia während der Besatzungszeit obdachlos geworden sei.
Servia wurde im Jahr 2012 wegen des von der Wehrmacht hinzugefügten Leids vom griechischen Parlament als „Märtyrerstadt“ anerkannt.

## Verwaltungsgliederung
1964 wurde Servia zur Stadtgemeinde (dimos) erhoben, 1997 wurden zahlreiche benachbarte Landgemeinden eingegliedert. Mit der Verwaltungsreform 2010 ging Servia zusammen mit drei weiteren Gemeinden in der neu geschaffenen Gemeinde Servia-Velvendo auf, wo es seither einen Gemeindebezirk bildet.
| Stadtbezirk Ortsgemeinschaft | griechischer Name                 | Code     | Fläche (km²) | Einwohner 2001 | Einwohner 2011 | Dörfer und Siedlungen  |
| ---------------------------- | --------------------------------- | -------- | ------------ | -------------- | -------------- | ---------------------- |
| Servia                       | Δημοτική Κοινότητα Σερβίων        | 14040101 | 51,295       | 4465           | 3540           | Servia, Lava, Nea Lava |
| Avles                        | Τοπική Κοινότητα Αυλών            | 14040102 | 10,986       | 0394           | 0293           | Avles                  |
| Vathylakkos                  | Τοπική Κοινότητα Βαθυλάκκου       | 14040103 | 16,450       | 0652           | 0615           | Vathylakkos            |
| Goules                       | Τοπική Κοινότητα Γουλών           | 14040104 | 11,346       | 0226           | 0185           | Goules                 |
| Imera                        | Τοπική Κοινότητα Ιμέρων           | 14040105 | 38,154       | 0323           | 0212           | Imera, Avra            |
| Kastania                     | Τοπική Κοινότητα Καστανιάς        | 14040106 | 47,972       | 0098           | 0565           | Kastania, Nea Kastania |
| Kranidia                     | Τοπική Κοινότητα Κρανιδίων        | 14040107 | 12,064       | 0563           | 0461           | Kranidia               |
| Lefkara                      | Τοπική Κοινότητα Λευκάρων         | 14040108 | 25,177       | 0231           | 0211           | Lefkara                |
| Mesiani                      | Τοπική Κοινότητα Μεσιανής         | 14040109 | 15,428       | 0340           | 0280           | Mesiani                |
| Metaxas                      | Τοπική Κοινότητα Μεταξά           | 14040110 | 58,672       | 0410           | 0226           | Metaxas                |
| Neraida                      | Τοπική Κοινότητα Νεράιδας         | 14040111 | 13,125       | 0132           | 0148           | Neraida                |
| Platanorrevmatos             | Τοπική Κοινότητα Πλατανορρεύματος | 14040112 | 34,627       | 1061           | 1004           | Platanorrevmatos       |
| Polyrracho                   | Τοπική Κοινότητα Πολυρράχου       | 14040113 | 28,981       | 0400           | 0269           | Polyrracho; Prosili    |
| Roditis                      | Τοπική Κοινότητα Ροδίτου          | 14040114 | 16,682       | 0304           | 0290           | Roditis, Kouvouklia    |
| Trigoniko                    | Τοπική Κοινότητα Τριγωνικού       | 14040115 | 17,604       | 0402           | 0312           | Trigoniko              |
| Gesamt                       | Gesamt                            | 140401   | 398,543      | 10.001         | 8611           |                        |

## Bevölkerung, Verwaltung und Politik

### Bevölkerung
Nach der griechischen Niederlage im Griechisch-Türkischen Krieg von 1919 bis 1922 und dem anschließenden Friedensvertrag von Lausanne von 1923 wurden griechische Flüchtlinge aus Anatolien in Servia angesiedelt.

## Wirtschaft, Verkehr und Infrastruktur

### Verkehr

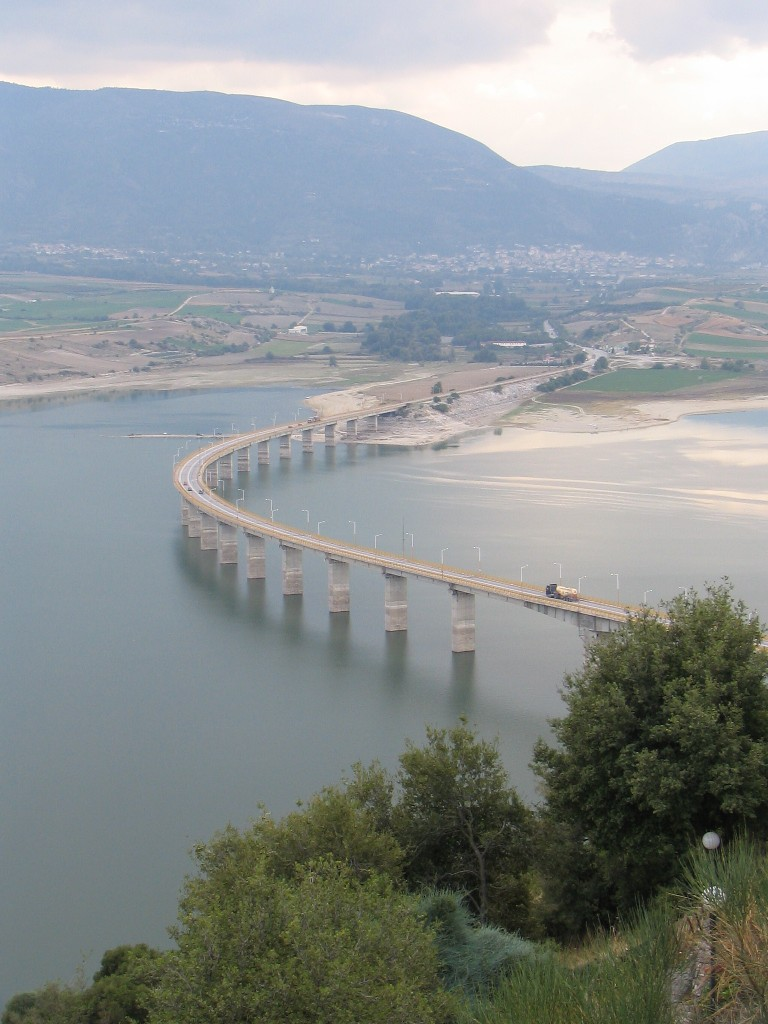
Polyfytos- oder Servia/Neraida-Brücke über den Polyfytos-See. Die Kleinstadt Servia ist in der Nähe des Südufers des Polyfytos-Sees zu sehen

Durch Servia verläuft die Nationalstraße 3 (Europastraße 65) von Kozani nach Elassona. Der Polyfytos-See wird durch die gleichnamige 1350 lange Brücke (auch als Servia/Neraida-Brücke selten bezeichnet) überquert.